# Anolis blanquillanus
Anolis blanquillanus este o specie de șopârle din genul Anolis, familia Polychrotidae, descrisă de Hummelinck 1940. Conform Catalogue of Life specia Anolis blanquillanus nu are subspecii cunoscute.